# محمد مسعد
محمد مسعد المولد لاعب كرة قدم سعودي من مواليد 17 فبراير 1983، من أبناء النادي الأهلي، في 2013 انتقل من الأهلي للهلال بنظام الإعارة، شارك في كأس العالم لكرة القدم 2006 مع المنتخب السعودي.
وهو شقيق اللاعب الكبير السابق خالد مسعد.

## روابط خارجية
- محمد مسعد على موقع الاتحاد الدولي (مؤرشف)  (الإنجليزية)
- محمد مسعد على موقع ناشيونال فوتبول تيمز (الإنجليزية)
- محمد مسعد على موقع كووورة